# ريتشارد رايت (أديب)
ريتشارد ناثانيال رايت (بالإنجليزية: Richard Wright)‏ شاعر وروائي أميركي أسوداشتهر بروايات تتناول حياة الأميركيين السود خلال النصف الأول من القرن العشرين، يصورهم فيها كضحايا للفقر والسياسة. من رواياته ((ابن البلد)) ، ((الولد الأسود)) و ((اللامنتمي)). سافر إلى باريس وهناك كتب الهايكو ودرس فنونها وبلغ ما كتبه من هذا النوع الشعري 810 هايكو نشرت تحت عنوان ((الهايكو: العالم الآخر)). ويروي الشاعر روبرت هاس في مقال له عن الشاعر بعنوان ((5 هايكوهات لريتشارد رايت)) رواية تقول انه كتب في آخر ثماني عشرة شهرا من حياته 4000 هايكو.
يعد الكاتب الروائي ريتشارد رايت (ولد عام 1908م) واحداً من أهم الكتاب الزنوج في النصف الأول من القرن العشرين، وقد توفي عام 1960م وهو في الثانية والخمسين من العمر. وقد عرف عن قرب أثناء حياته القصيرة كيف يعيش أطفال الزنوج الفقراء العاملين في مزارع وضياع السادة البيض الأغنياء المتسلطين في الجنوب الأمريكي المتعصب، خاصة أنه هو نفسه سليل أربعة أجيال من العبيد، وقاسى ألوان الظلم والحرمان والجوع والبطالة، نتيجة المظالم الاجتماعية للتمييز العنصري في المجتمع الأمريكي، وقد عبرت معظم كتاباته بما فيها أعماله الروائية حول حياة الزنوج ومعاناتهم في مجتمع أمريكي يقوم على أسس قوية وراسخة من التفرقة العنصرية على الرغم من تطبيقه مبادئ الديمقراطية ودفاعه المعلن عن حقوق الإنسان على المستوى العالمي .

## أعماله
نشرت له إحدى المجلات التي تعنى بأدب الزنوج قصة قصيرة وهو في الرابعة عشرة من عمره، كما فاز كتاب ظهر له عام 1937م ويضم بعض القصص القصيرة بعنوان (أولاد العم توم) بجائزة مالية قدرها خمسمائة دولار كانت تمثل ثروة هائلة بالنسبة له في ذلك الحين. بعض الأعمال الكتابية التي صدرت له في كتاب (الولد الأسود) وهو نوع من السيرة الذاتية للفترة المبكرة من حياته 1944م، ويصور حياة الزنوج في عشوائيات شيكاغو والمدن الأمريكية الكبرى، وكتاب (اسمع أيها الرجل الأبيض) والتي يسجل فيها الكثير من مساوئ التفرقة العنصرية، وآثام البيض في حق الزنوج، وكتاب بعنوان (الستار اللوني) مستلهماً في ذلك عبارة الستار الحديدي لكي يدلل على مدى قسوة العنصرية والتمييز العنصري والمظالم التي يخضع لها السود في أمريكا وفي المجتمعات الغربية بوجه عام.

## النشأة والتعليم

### فترة الطفولة في الجنوب
وُلد ريتشارد ناثانيل رايت في 4 سبتمبر 1908 في إحدى قرى الميسيسيبي. تغطي مذكراته «بلاك بوي» الفترة الأولى من حياته التي تمتد من عام 1912 حتى مايو 1936. كان والده ناثان رايت (1880 - 1940) مزارعاً، ووالدته إيلا ويلسون (1884 – 1959) مدرسة. ولد والداه كأحرار بعد الحرب الأهلية في حين أن أجداده كانوا عبيداً ونالوا حريتهم بعد انتهاء الحرب. شارك جداه في الحرب الأهلية، فقد خدم جده لأبيه ناثان رايت (1842-1904) في فرقة القوات الملونة الثامنة والعشرين لجيش الولايات المتحدة، وهرب جده لأمه ريتشارد ويلسون (1847–1921) من العبودية في الجنوب ليخدم في البحرية الأمريكية في أبريل 1865.
ترك والد ريتشارد العائلة عندما كان ريتشارد يبلغ من العمر ست سنوات، ولم يره ريتشارد لمدة 25 عاماً. وفي عام 1911 أو 1912 انتقلت إيلا إلى ناتشيز بولاية مسيسيبي لتكون مع والديها، وبقي ريتشارد يعيش في منزل أجداده، وأضرم النار في المنزل عن طريق الخطأ في إحدى المناسبات. وضعت إيلا أولادها في دار أيتام ميثودي لفترة قصيرة في عام 1915، لكنها انتقلت في عام 1916 مع ريتشارد وشقيقه الأصغر للعيش مع أختها ماغي ويلسون وزوجها سيلاس هوسكينز في إيلين - أركنساس. لكن العائلة أجبرت على الفرار بعد أن اختفى سيلاس هوسكينز على يد رجل أبيض كان ينافسه في العمل. انتقل ريتشارد إلى منزل خاله كلارك ويلسون بعد أن أصيبت والدته بسكتة دماغية، لم يكن ريتشارد وهو بعمر الثانية عشرة قد تلقى أي تعليم، ومع ذلك فقد التحق بمعهد هوي في ممفيس من عام 1915 إلى عام 1916. وسرعان ما عاد ريتشارد بعدها مع شقيقه الأصغر ووالدته إلى منزل جدته الأم التي كانت تعيش في عاصمة ولاية الميسيسيبي، حيث عاش من أوائل عام 1920 حتى أواخر عام 1925. تمكن ريتشارد من الالتحاق بالمدرسة هناك مع شقيقه في الفترة من 1920 إلى 1921، وكانت خالته آدي هي المدرّسة الخاصة له. ثم دخل وهو بعمر الثالثة عشرة مدرسة جيم هيل العامة في عام 1921، ورُقي إلى الصف السادس بعد أسبوعين فقط. لكن ريتشارد لم يكن سعيداً في منزل العائلة بسبب الضغوط التي مارستها عليه جدته وخالته للالتزام بالتقاليد المسيحية. ما جعله يكره المسيحيين وطقوسهم طيلة حياته.

## روابط خارجية
- ريتشارد رايت على موقع IMDb (الإنجليزية)
- ريتشارد رايت على موقع الموسوعة البريطانية (الإنجليزية)
- ريتشارد رايت على موقع مونزينجر (الألمانية)
- ريتشارد رايت على موقع قاعدة بيانات برودواي على الإنترنت (الإنجليزية)
- ريتشارد رايت على موقع إن إن دي بي (الإنجليزية)
- ريتشارد رايت على موقع قاعدة بيانات الفيلم (الإنجليزية)